# Wiktor Minibajew
Wiktor Eduardowicz Minibajew (ros. Виктор Эдуардович Минибаев; ur. 18 lipca 1991 w Elektrostali) – rosyjski skoczek do wody, brązowy medalista olimpijski z Tokio 2020, olimpijczyk z Londynu 2012 i Rio de Janeiro 2016, wicemistrz świata i mistrz Europy.

## Udział w zawodach międzynarodowych
| Impreza                                                             | Rok  | Miejsce        | Konkurencja                        | Wynik  | Wynik   |
| Impreza                                                             | Rok  | Miejsce        | Konkurencja                        | Punkty | Miejsce |
| ------------------------------------------------------------------- | ---- | -------------- | ---------------------------------- | ------ | ------- |
| Igrzyska olimpijskie                                                | 2012 | Londyn         | wieża 10 m indywidualnie           | 527.80 | 4.      |
| Igrzyska olimpijskie                                                | 2012 | Londyn         | wieża 10 m synchronicznie mężczyzn | 449.88 | 6.      |
| Igrzyska olimpijskie                                                | 2016 | Rio de Janeiro | wieża 10 m indywidualnie           | 481.60 | 8.      |
| Igrzyska olimpijskie                                                | 2016 | Rio de Janeiro | wieża 10 m synchronicznie mężczyzn | 417.57 | 7.      |
| Igrzyska olimpijskie                                                | 2020 | Tokio          | wieża 10 m indywidualnie           | 495.85 | 5.      |
| Igrzyska olimpijskie                                                | 2020 | Tokio          | wieża 10 m synchronicznie mężczyzn | 439.92 | brąz    |
| Mistrzostwa świata w pływaniu                                       | 2009 | Rzym           | wieża 10 m indywidualnie           | 386.70 | 18.     |
| Mistrzostwa świata w pływaniu                                       | 2009 | Rzym           | wieża 10 m synchronicznie mężczyzn | 389.91 | 10.     |
| Mistrzostwa świata w pływaniu                                       | 2011 | Szanghaj       | wieża 10 m indywidualnie           | 527.50 | 4.      |
| Mistrzostwa świata w pływaniu                                       | 2011 | Szanghaj       | wieża 10 m synchronicznie mężczyzn | 427.98 | 4.      |
| Mistrzostwa świata w pływaniu                                       | 2013 | Barcelona      | wieża 10 m indywidualnie           | 449.75 | 8.      |
| Mistrzostwa świata w pływaniu                                       | 2013 | Barcelona      | wieża 10 m synchronicznie mężczyzn | 445.95 | srebro  |
| Mistrzostwa świata w pływaniu                                       | 2015 | Kazań          | wieża 10 m indywidualnie           | 486.40 | 6.      |
| Mistrzostwa świata w pływaniu                                       | 2015 | Kazań          | wieża 10 m synchronicznie mężczyzn | 441.33 | brąz    |
| Mistrzostwa świata w pływaniu                                       | 2015 | Kazań          | konkurs drużynowy                  | 418.50 | 4.      |
| Mistrzostwa świata w pływaniu                                       | 2017 | Budapeszt      | wieża 10 m indywidualnie           | 463.60 | 8.      |
| Mistrzostwa świata w pływaniu                                       | 2017 | Budapeszt      | wieża 10 m synchronicznie mężczyzn | 458.85 | srebro  |
| Mistrzostwa świata w pływaniu                                       | 2017 | Budapeszt      | wieża 10 m synchronicznie mikstów  | 310.08 | 4       |
| Mistrzostwa świata w pływaniu                                       | 2019 | Gwangju        | wieża 10 m synchronicznie mężczyzn | 444.60 | srebro  |
| Mistrzostwa świata w pływaniu                                       | 2019 | Gwangju        | wieża 10 m synchronicznie mikstów  | 311.28 | srebro  |
| Mistrzostwa Europy w pływaniu, Mistrzostwa Europy w skokach do wody | 2017 | Kijów          | wieża 10 m indywidualnie           | 493.25 | srebro  |
| Mistrzostwa Europy w pływaniu, Mistrzostwa Europy w skokach do wody | 2017 | Kijów          | wieża 10 m synchronicznie mikstów  | 300.30 | srebro  |
| Mistrzostwa Europy w pływaniu, Mistrzostwa Europy w skokach do wody | 2017 | Kijów          | konkurs drużynowy                  | 366.10 | brąz    |
| Mistrzostwa Europy w pływaniu, Mistrzostwa Europy w skokach do wody | 2018 | Glasgow        | wieża 10 m synchronicznie mężczyzn | 423.12 | złoto   |
| Mistrzostwa Europy w pływaniu, Mistrzostwa Europy w skokach do wody | 2019 | Kijów          | wieża 10 m synchronicznie mikstów  | 320.70 | złoto   |
| Mistrzostwa Europy w pływaniu, Mistrzostwa Europy w skokach do wody | 2019 | Kijów          | konkurs drużynowy                  | 401.05 | srebro  |
| Mistrzostwa Europy w pływaniu, Mistrzostwa Europy w skokach do wody | 2020 | Budapeszt      | wieża 10 m indywidualnie           | 530.05 | brąz    |
| Mistrzostwa Europy w pływaniu, Mistrzostwa Europy w skokach do wody | 2020 | Budapeszt      | wieża 10 m synchronicznie mężczyzn | 471.96 | srebro  |
| Mistrzostwa Europy w pływaniu, Mistrzostwa Europy w skokach do wody | 2020 | Budapeszt      | wieża 10 m synchronicznie mikstów  | 302.58 | brąz    |
| Mistrzostwa Europy w pływaniu, Mistrzostwa Europy w skokach do wody | 2020 | Budapeszt      | konkurs drużynowy                  | 431.80 | złoto   |